# Rožná
Rožná (in tedesco Roschna) è un comune ceco situato nel distretto di Žďár nad Sázavou, nella regione di Vysočina.